# حاملات السيوف
حاملات السيوف (الاسم العلمي: Ensifera) هي رتيبة من الحشرات تتبع رتبة مستقيمات الأجنحة من صنف الجناحيات.

## فوق فصائل
- الجداجد (الاسم العلمي:Grylloidea)
- جداجد أورشاليم (الاسم العلمي:جداجد أورشاليم)
- جداجد جملية (الاسم العلمي:جداجد جملية)
- جداجد هاغلية (الاسم العلمي:جداجد هاغلية)
- جداجد جرادية (الاسم العلمي:جندب أمريكي)
- جداجد متباعدة الأرجل (الاسم العلمي:جداجد متباعدة الأرجل)